# Ampitana
Ampitana est une commune rurale malgache située dans la partie nord-est de la région de la Haute Matsiatra. Dans district d'Ambohimahasoa  . On trouve  08 Fokontany dans la commune, dont, le FKT Ampitana, Ambalavola, Andohasomahaity, Amboasary, vatositry, Soafandry, Idimby et Andoharondra. 